# Prisma de Tikunani
El prisma de Tikunanin es un artefacto de arcilla con una inscripción cuneiforme que enumera los nombres de 438 soldados Habiru del Rey Tunip-Tešup de Tikunani (un pequeño reino del norte de Mesopotamia). Este rey era contemporáneo del rey Hattusili I de los hititas (alrededor de 1550 a. C).
El descubrimiento de este texto generó mucha emoción, ya que proporcionó evidencias muy necesarias sobre la naturaleza de los Habiru (o Hapiru). Resultó que la mayoría de los soldados habrían tenido nombres que no tenían explicación y no se explicaron en ningún idioma canaanita. El resto de los nombres son semíticos, excepto uno que es Casita.
El prisma mide 8½ pulgadas de alto, con una base cuadrada de aproximadamente 2 por 2 pulgadas. Está en una colección privada de antigüedades en Inglaterra, y su procedencia es desconocida.
- Datos: Q7801987